# قصر العبد

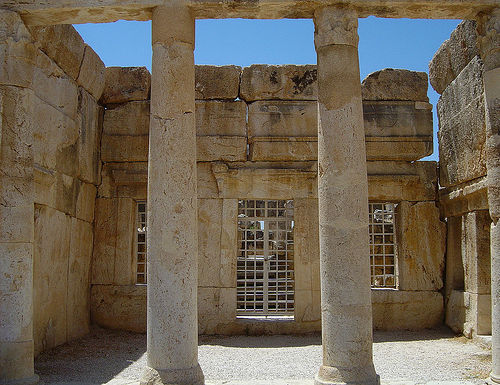
قصر العبد

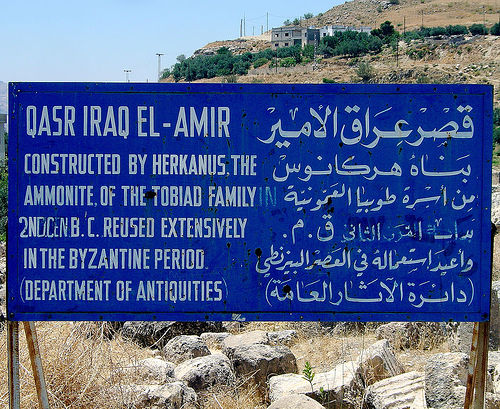
يافطة قصر عراق الأمير

قصر العبد أو  قصر عراق الأمير هو قصر أثري يقع في الأردن على بعد نصف كيلو متر جنوب بلدة عراق الأمير التي تبعد 35 كم غرب مدينة عمان. يعود تاريخه إلى العصر الهيلنستي في القرن الثاني قبل الميلاد (أي بين عامي 187 و 175). وقد بناه هركانوس الذي يربطه دارسو الآثار بأسرة طوبيا العمونية الواردة في التوراة مع أن النقوش لا تذكر ذلك. وعاش هركانوس هذا في عهد الملك سلقوس الرابع.
ويفسر الدارسون بأن عراق هنا إما أن تكون تشبيه القصر بالكهف أو لأن المنطقة تعج بالكهوف كون لفظة عراق تعني، مما تعنيه بالعربيّة، الكهوف في الجبال وهو وصف مطابق لجغرافية المنطقة، ويرد هذه الاستخدام بغير موضع جغرافي في المنطقة كعراق الدب في عجلون.

## وصف القصر
يبلغ طول القصر 38 مترا وعرضه 18 مترا. وأحيط القصر بحوض كانت توصل إليه المياه من الينابيع المجاورة، يوجد لهذا القصر مدخلان: شمالي وجنوبي؛ ويتألف من طابقين استعمل الطابق السفلي منه للخزين وقاعات للحرس أما الطابق الثاني فلم يكتمل بناؤه لأن هركانوس الذي قام ببنائه انتحر بسبب تهديد الجيش السلوقي للمنطقة.
يتميز القصر بالتماثيل التي تعلوه منها، لنسور وأُسود بعضها متقابل وبعضها متدابر.لتدل على قوة هركانوس.

## التاريخ

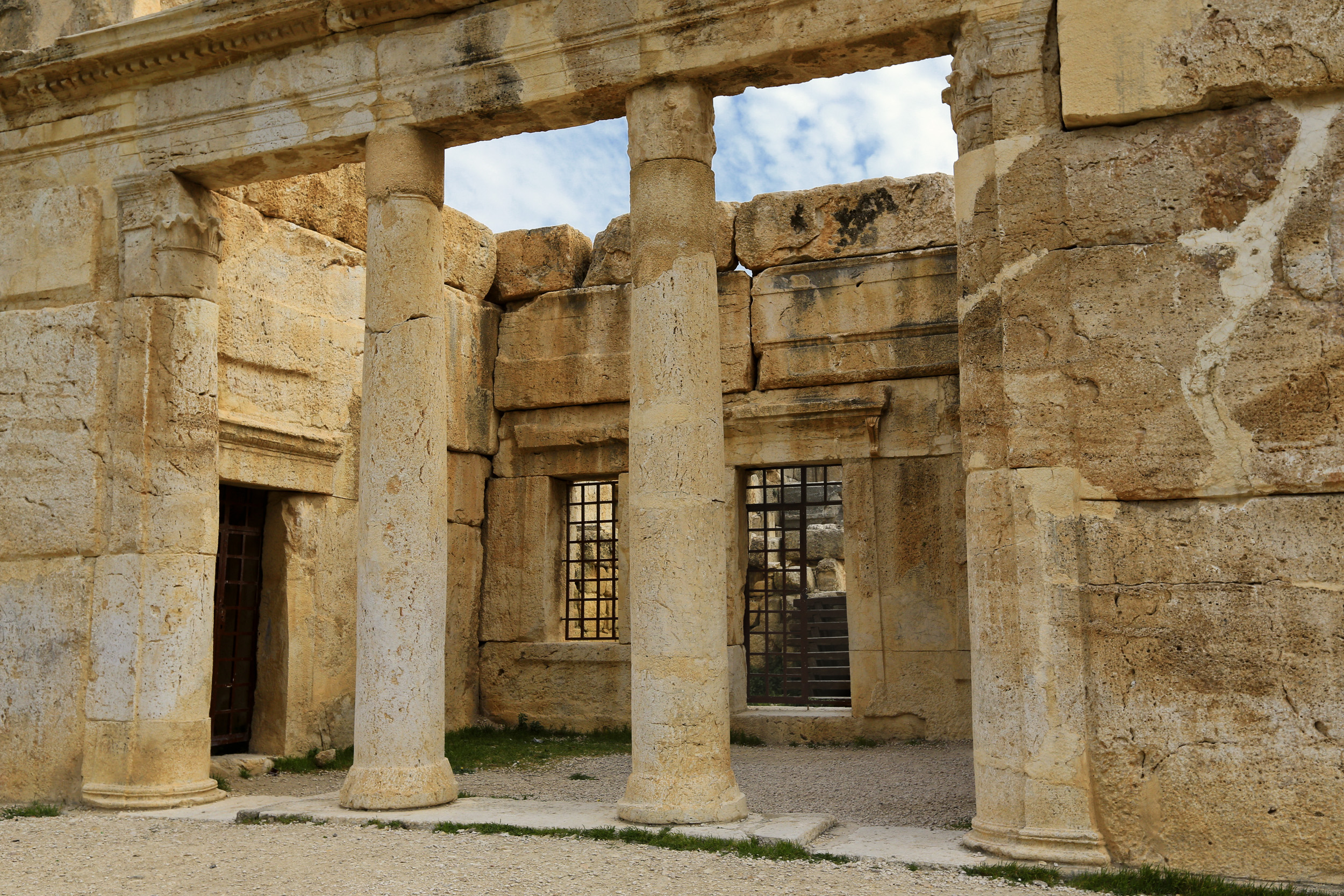
المدخل الأمامي

يُعتقد أن قصر العبد هو قصر هيركانوس أحد أعيان عمون، وكبير عائلة طوبيا القوية وحاكم عمون في القرن الثاني قبل الميلاد. يعود أقدم وصف مكتوب ومعروف لنا حتى الآن للقصر إلى المؤرّخ اليهوديّ فلافيوس يوسيفوس وهو مؤرخ يهودي روماني عاش في القرن الأول حيث جاء في الفصل الرابع من المُجلد الثاني عشر من كتابه آثار اليهود:
كما أقام قلعة قوية، بناها بالكامل من الحجر الأبيض حتى السطح، ونُقشت عليها حيوانات ذات حجم هائل، ورسم حولها قناة مياه عظيمة وعميقة، كما قام ببناء كهوف يبلغ طولها عدة فراسخ عن طريق عمل تجويف في كتلة صخرية مُقابلة لها. ثم بنى في القصر غرفًا كبيرة، بعضها لتناول الطعام، وبعضها للنوم والسكن. كما أدخل أيضًا كمية كبيرة من المياه التي تجري على طول القصر، والتي كانت مبهجة للغاية وزخرفية في الفناء. لكنه مع ذلك جعل المداخل عند مصب الكهوف ضيقة جدًا، بحيث لا يمكن لأكثر من شخص واحد الدخول منها في وقت واحد. كان ذلك من أجل الحفاظ على نفسه، لئلا يحاصره إخوته، فيتعرض لخطر القبض عليه. كما قام أيضًا ببناء ساحات أكبر من المعتاد، وزينها بحدائق واسعة للغاية. ولما أوصل المكان إلى هذه الحالة دعاه صور. وهذا المكان هو بين العربية واليهودية، في عبر الأردن، غير بعيد عن بلاد حشبون.

— فلافيوس يوسيفوس، آثار اليهود، ترجمة وليم ويستون، الكتاب الثاني عشر، الفصل الرابع، ١١.

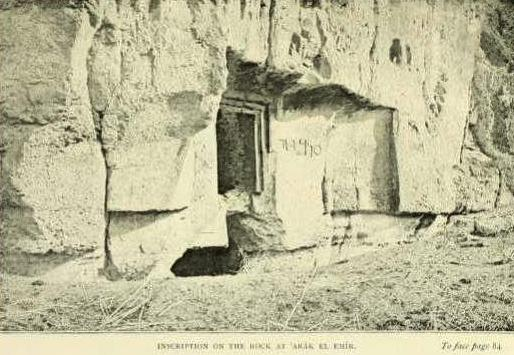
صورة لمغارة طوبيا الثالثة عشر وعليها نقش عبري بعدسة المستكشف البريطاني كلود كوندر

اعتمد الأثريون في ربطهم لموقع قصر العبد بعائلة طوبيا على نقش عُثر عليه في أحد الكهوف في مكان قريب حيث كان يمثل الاسم العبري لعائلة طوبيا مكتوبا بخط آرامي فوق أكثر كهوف الدفن المجاورة، في عراق الأمير، والتي تشترك في اسمها مع الكهوف المجاورة. وفي أحد هذه المغارات نحت لبؤة تؤوي شبلاً في القصر، كما يوجد نقشان بالخط الآرامي كتب عليهما "طوبيا" محفوران في واجهات قاعتين محفورتين في الصخر شمالي القرية.
ذكر يوسيفوس، أن هيركانوس غادر البلدة بعد خسارته الصراع على السلطة، وأقام على ما يبدو شرق نهر الأردن على أراضي أجداد سلالة طوبيا. كانت المنطقة آنذاك منطقة حدودية بين يهودا والجزيرة العربية، ويذكر يوسيفوس أن هرقانس كان في مناوشات مستمرة مع العرب، مما أدى إلى مقتل وأسر الكثيرين. انتحر هيركانوس في النهاية عام 175 قبل الميلاد، بعد صعود الملك السلوقي المناهض لليهود أنطيوخس إبيفانيس إلى السلطة في سوريا، خوفًا من انتقام الأخير لدعمه للبطالمة المقيمين في مصر ضد السلوقيين السوريين. كان المبنى غير مكتمل وقت وفاته (كما يتضح من العديد من المنحوتات والأعمدة غير المكتملة في الموقع)، واستولى عليه أنطيوخس إبيفانيس.
يمكن ترجمة اسم قصر العبد إلى قلعة العبد أو قلعة الخادم، وهو لقب قد يشير إلى هيركانوس نفسه، الذي كان بصفته واليًا خادمًا للملك. يذكر سفر نحميا الكتابي "طوبيا العبد العموني" (نح 2: 10)؛ الكلمة العبرية المستخدمة، "عبد" أو "أفيد"، تُترجم هنا إلى رسمي، ولكنها تعني بشكل عام عبد أو خادم. وفقًا لأسطورة عربية. كان طوبيا وفقًا للأسطورة المحلية من عامة الشعب إلا أنه وقع في حب ابنة أحد النبلاء. وعندما طلب يدها للزواج، قال النبيل إن طوبيا لا يمكنه طلب يدها إلا إذا قام ببناء ما يسمى «قلعة العبيد». وبعد الانتهاء من القلعة، أمر النبيل بقتل طوبيا لأنه لم يكن يريد أن تتزوج ابنته واحدًا من عامة الناس.
تعرض قصر العبد لأضرار بالغة بسبب الزلزال الذي ضرب الجليل في عام 363، ولكنه على الرغم من ذلك احتفظ بكلا المبنيين الأصليين بسبب إعادة استخدامها ككنيسة خلال الفترة البيزنطية.

## التصميم المعماري
يُعد المبنى الحجري للقصر والمكون من طابقين بطول 40 مترًا وبعرض 20 مترًا وبارتفاع 13 مترًا مع وجود الكثير من الزخرفة أنموذجًا نادرًا للعمارة الهلنستية في الأردن.
كان المبنى في الأصل محاطًا ببركة عاكسة كبيرة محفورة، مما دفع يوسيفوس إلى افتراض أن هذه البركة لم تكن سوى خندقًا وأن المبنى كان في الأصل عبارة عن حصن، إلا أن عالم الآثار الإسرائيلي إيهود نيتزر قدم في وقت لاحق أدلة أحدث على أن المبنى كان يستخدم في الأصل قصرًا ترفيهيًا ريفيًا، وأن الموقع كان من المفترض أن يُصبح بمثابة ضريح لطوبيا، ولكنه لم يكتمل أبدا.

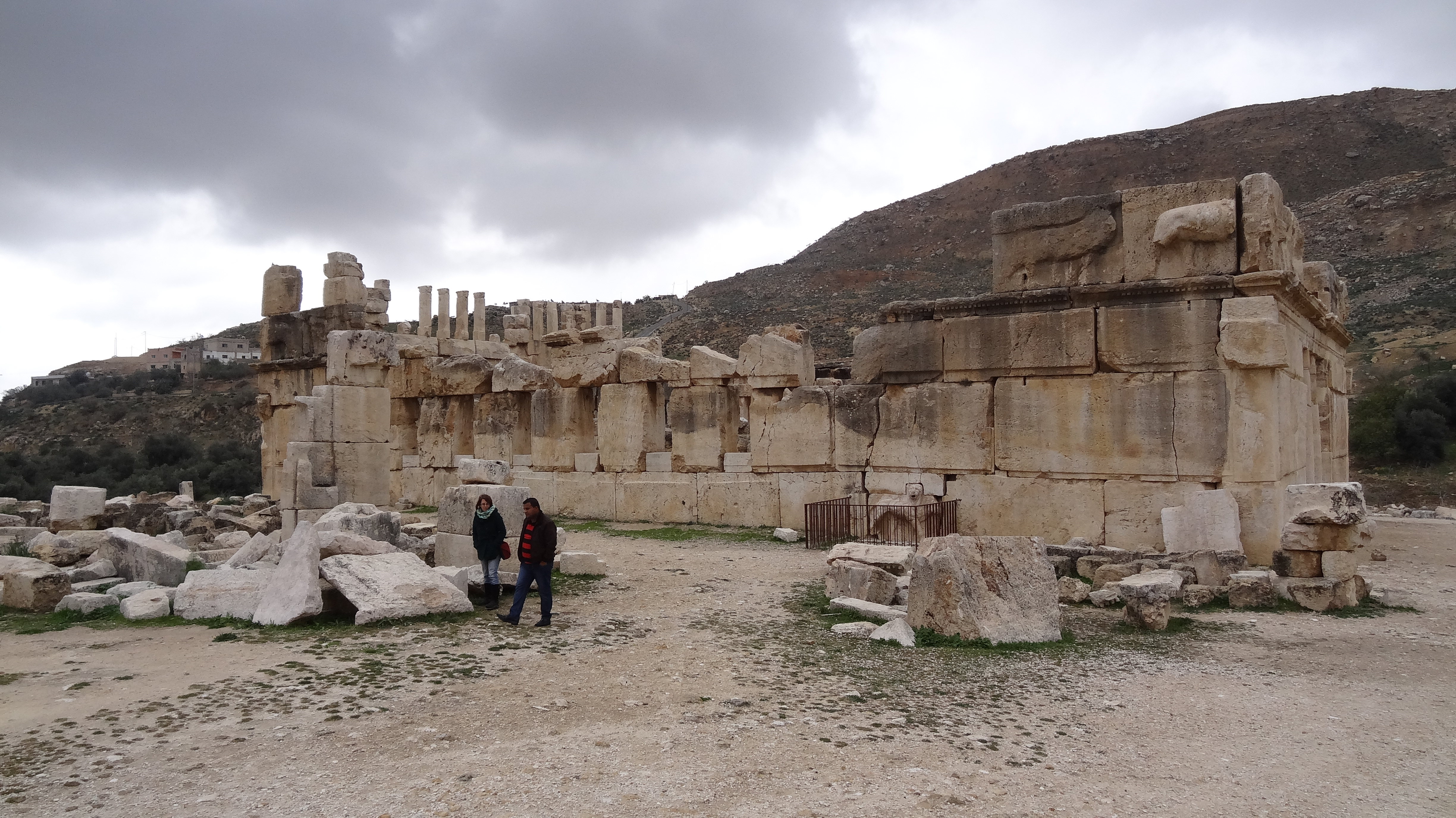
منظر جانبي لقصر العبد

يُعدّ بناء القصر واحدًا من المباني صاحبة أكبر كتل فردية في منطقة الشرق الأوسط، حيث يبلغ طول أكبر كتلة فردية يتكون منها المبنى قرابة سبعة أمتار ويبلغ عرضها نحو ثلاثة أمتار، ومع ذلك فإنّ سُمك هذه الكتل لم يكن يتجاوز 40 سنتيمتر على الأكثر، مما جعل المبنى أكثر تضررًا من الزلزال الذي نجح في تدمير المبنى في النهاية. ذكر يوسيفوس في المجلد الثاني عشر من كتابه آثار اليهود النمور أو الأسود والوحوش هائلة الحجم المنحوتة على جدران القصر، والتي لا تزال موجودة حتى يومنا هذا مع البقايا المرئية الأخرى للقصر.

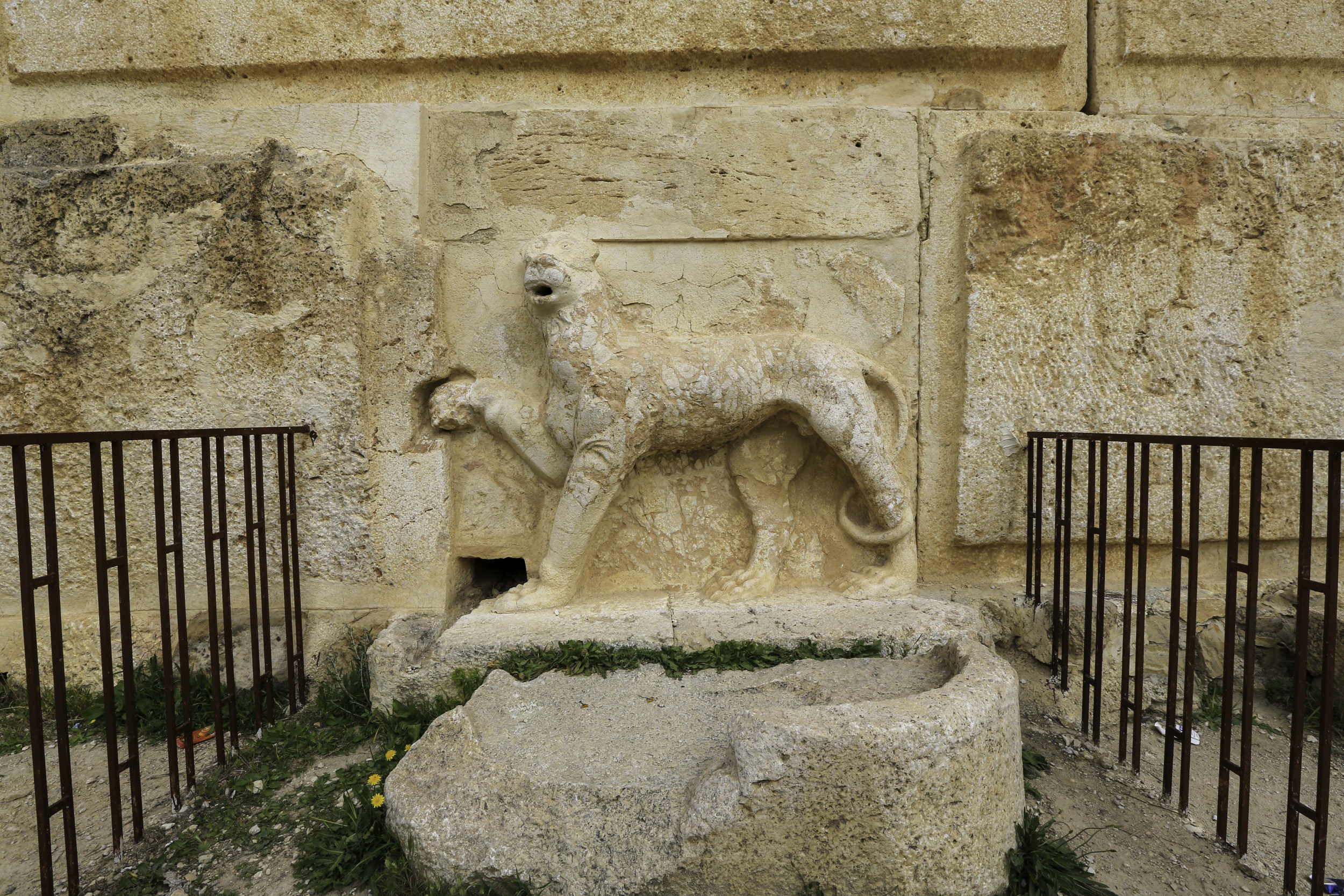
أسد منحوت على أحد جدران قصر العبد

أثبت علماء الآثار أن قصر العبد كان يشغل في البداية مساحة أكبر بكثير، وكانت هذه المساحة محاطة بسور وتضم حديقة بها أشجار كبيرة وشجيرات صغيرة، وقد عُثر على معصرة زيتون حجرية كبيرة في موقع القصر، مما يشير إلى أن القصر كان مكتفيًا ذاتيًا بشكل جزئي من المنتجات الزراعية. يقع جزء كبير من القصر الآن أسفل قرية عراق الأمير.

## الترميم
رُممت بقايا قصر العبد بشكل جزئيّ، وذلك بفضل جهود فريق فرنسي بقيادة كل من الأثري إرنست ويل والمعماري فرانسوا لارشيه بالتعاون مع فوزي زيادين من دائرة الآثار الأردنية. وقد عكف الفريق خلال الفترة ما بين عامي من 1979 - 1985 على وضع رسومات تفصيلية للحجارة المتساقطة وعمليات إعادة البناء اللاحقة. وفي عام 2018 تم تجديد القصر وأضيفت له ممرات ولافتات لجعله أكثر ملاءمة للسياح.

## معرض الصور

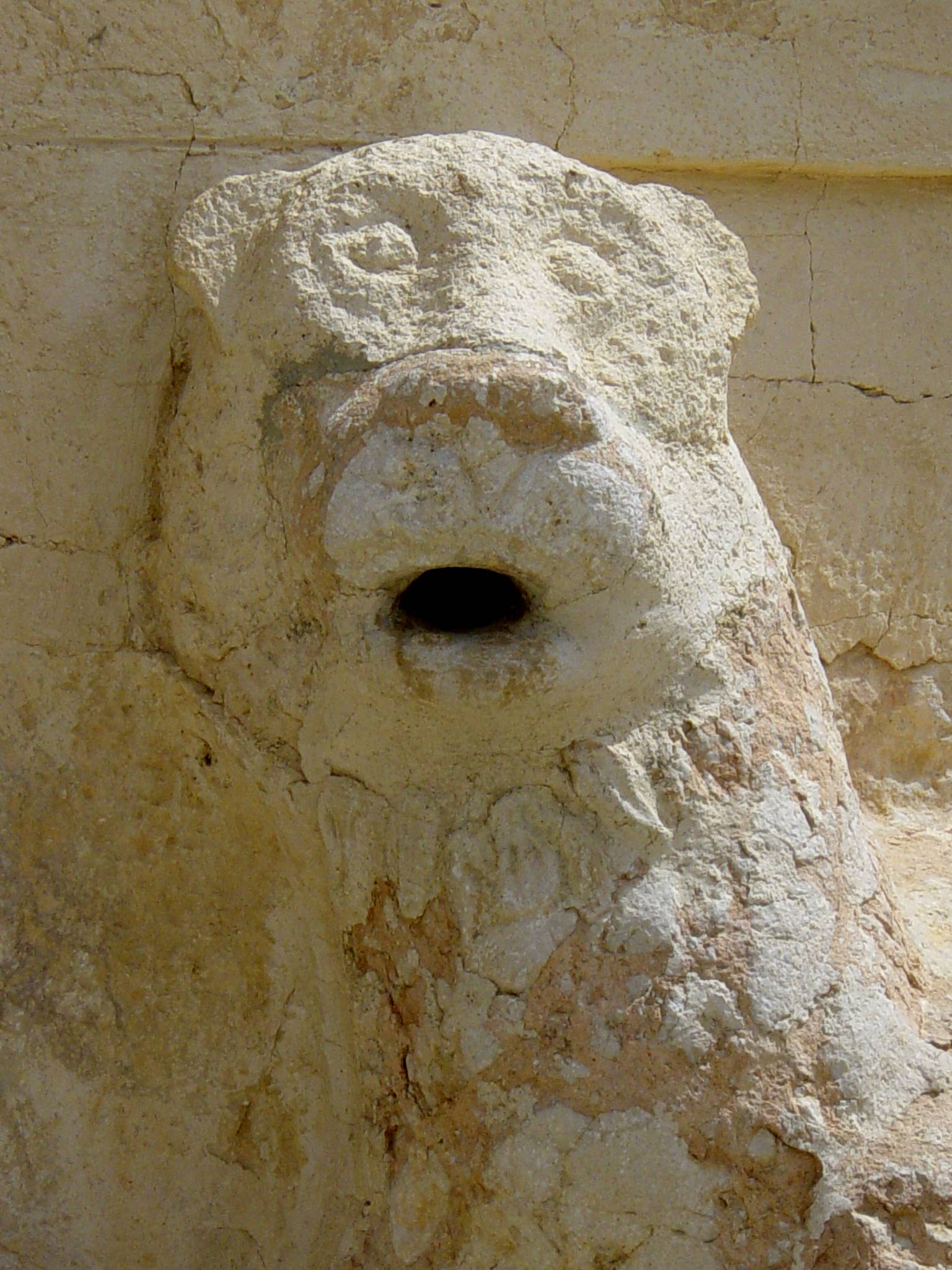
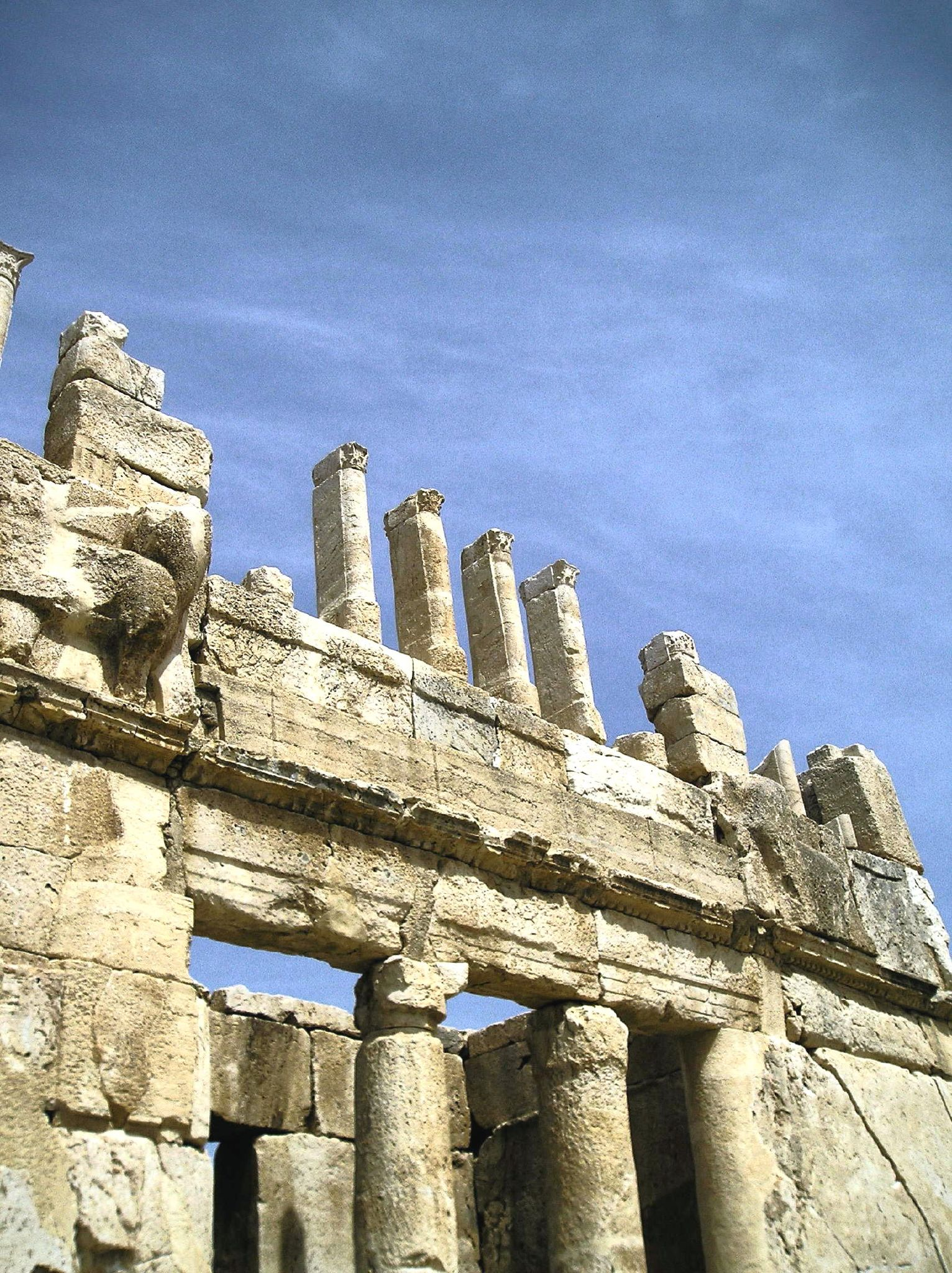
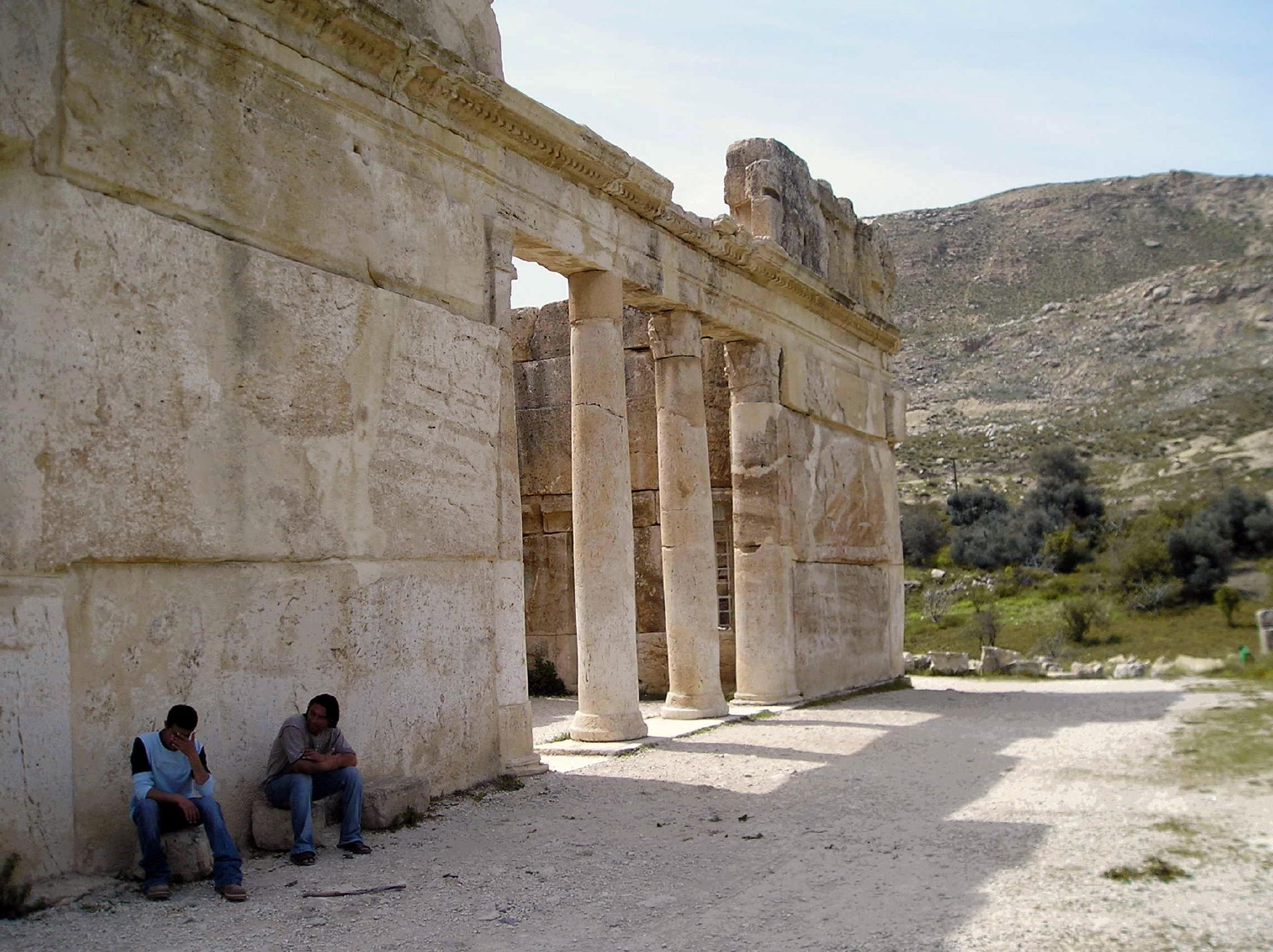
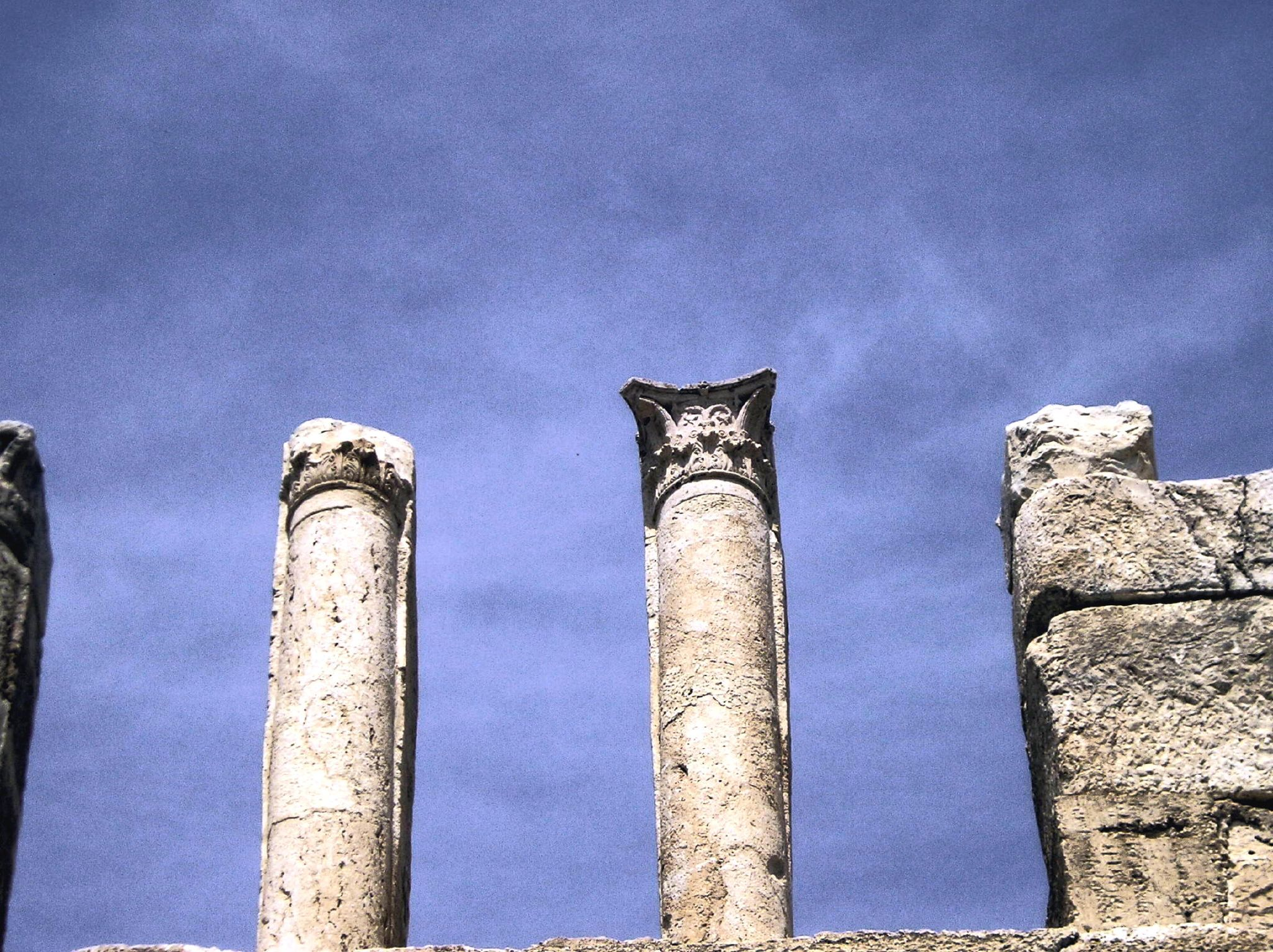
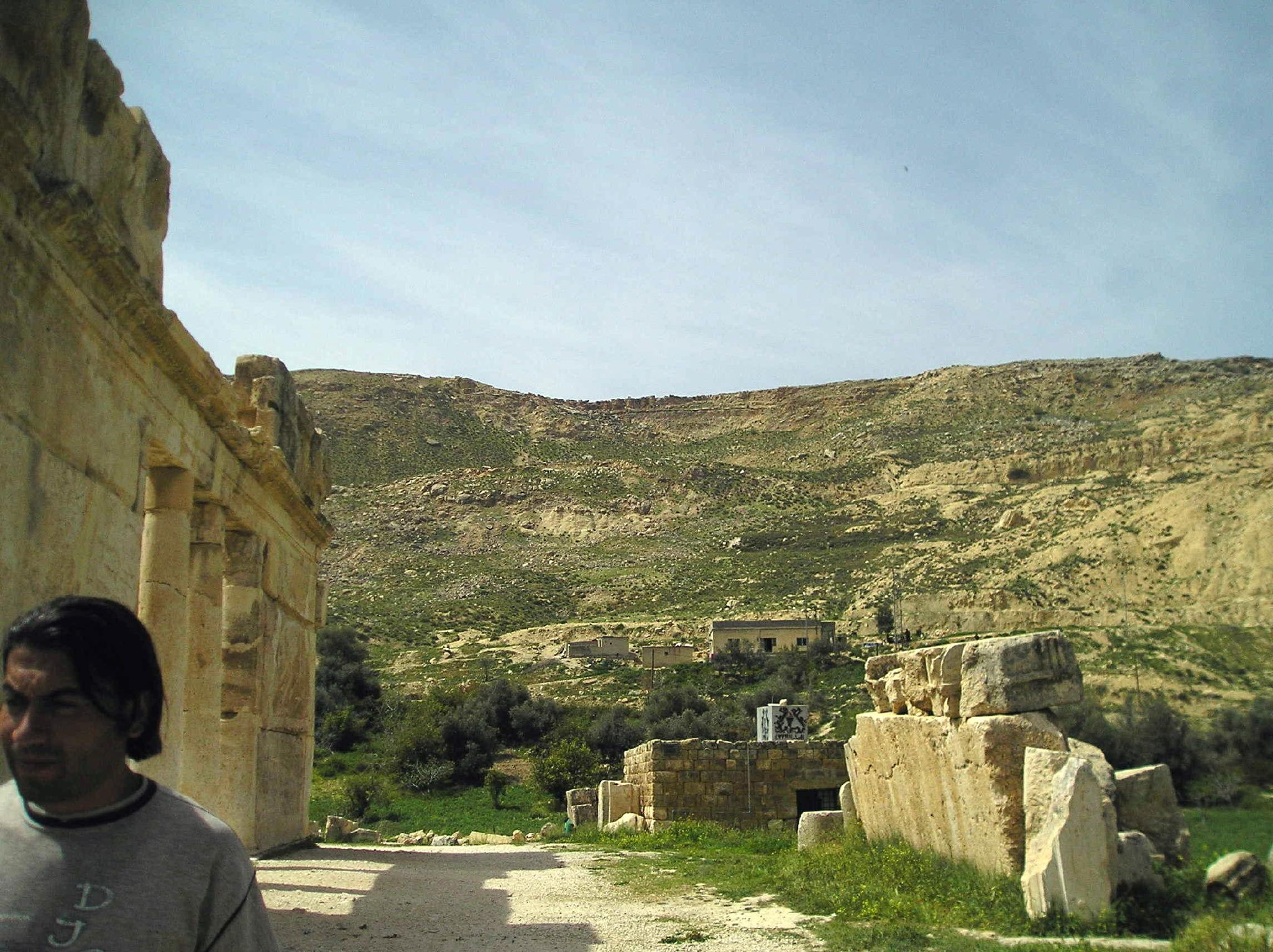
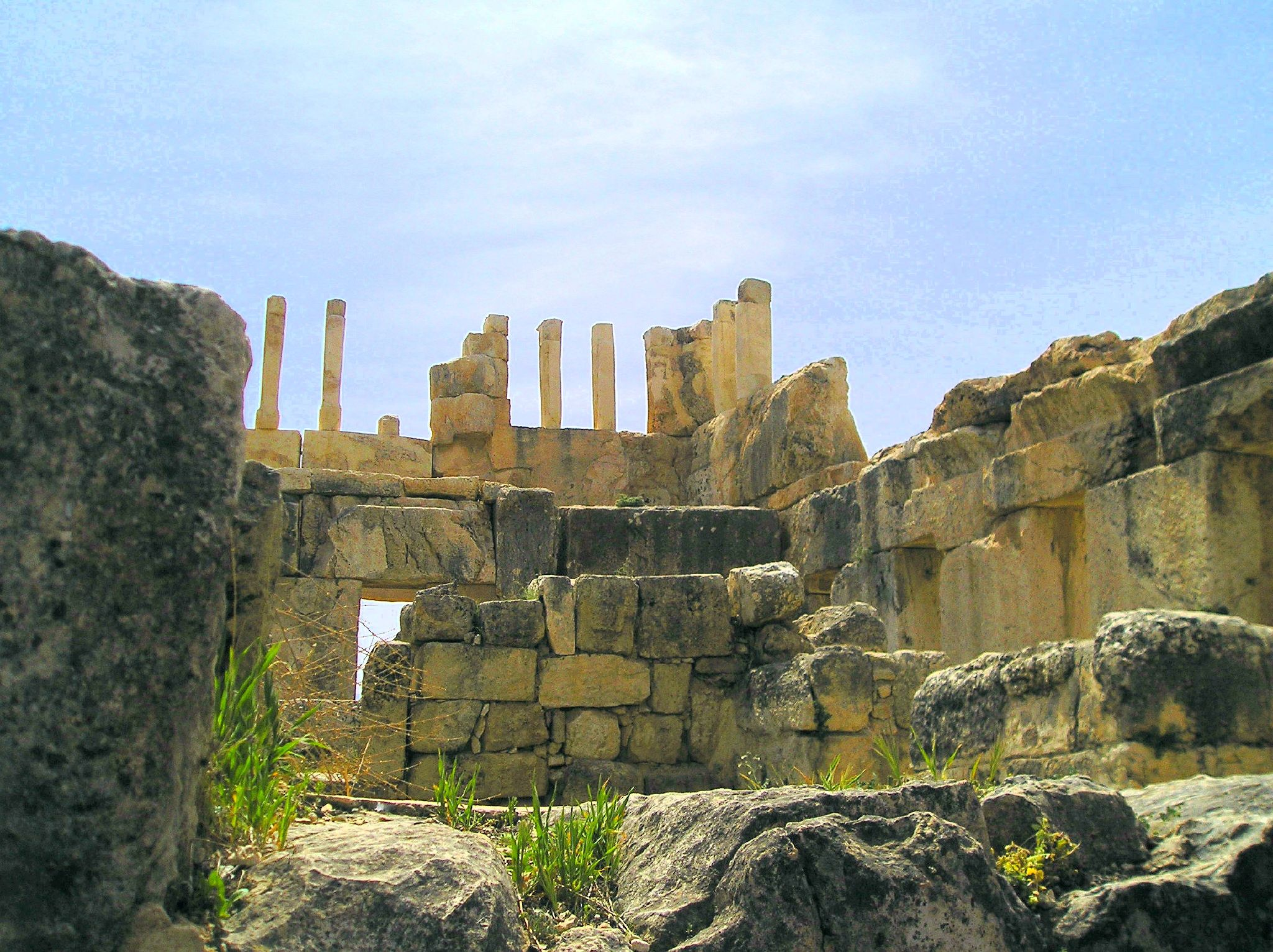
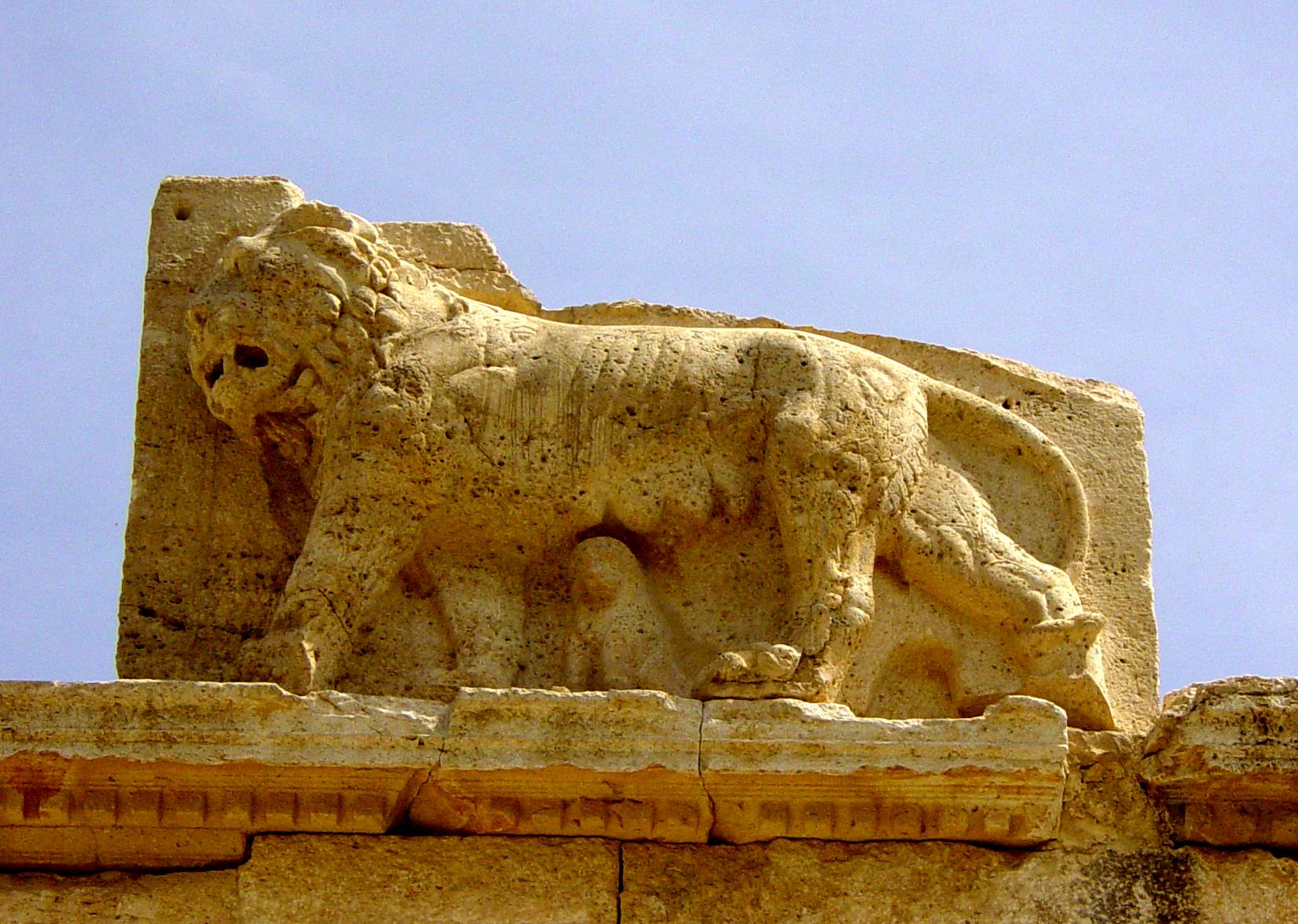
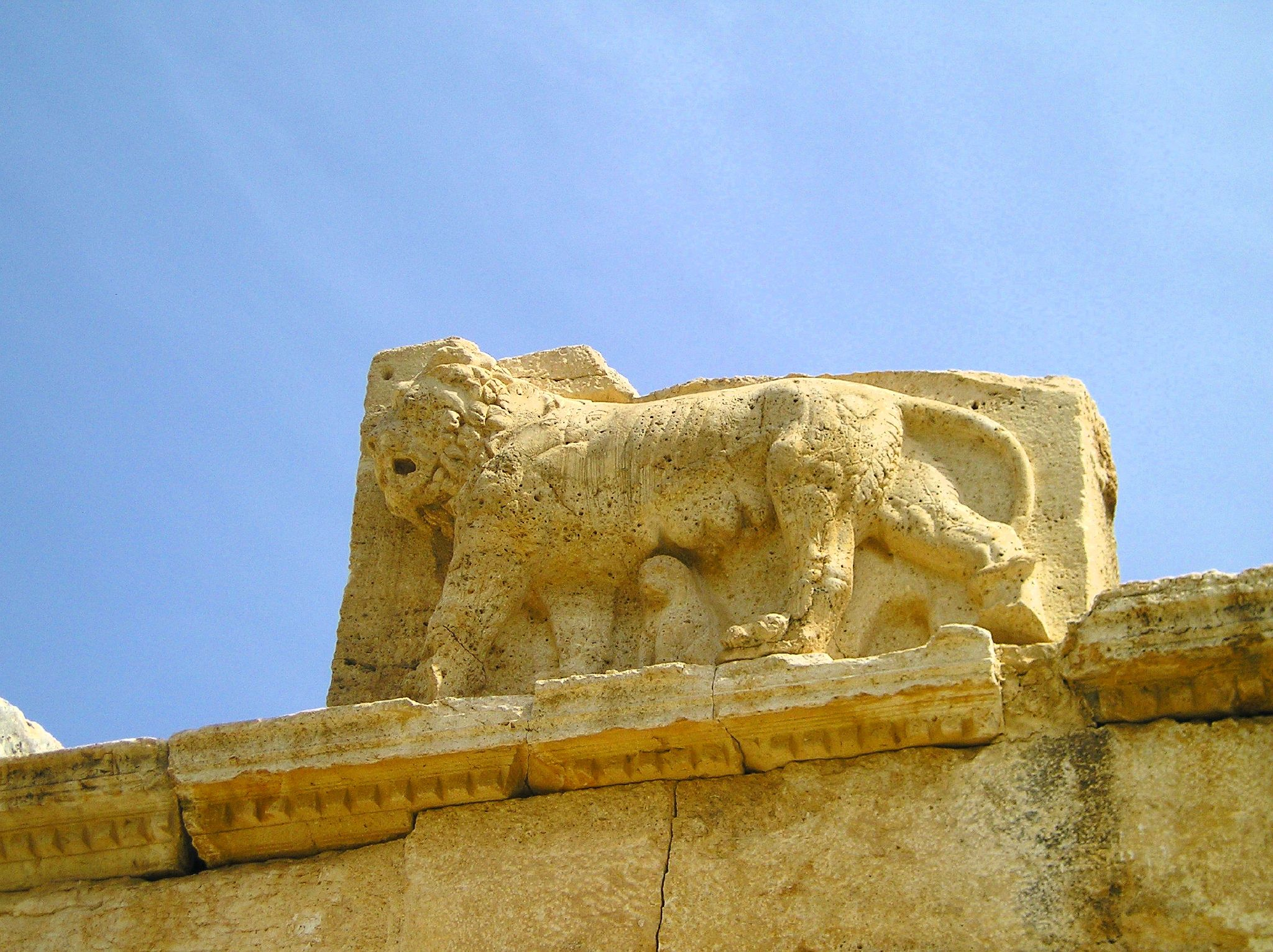
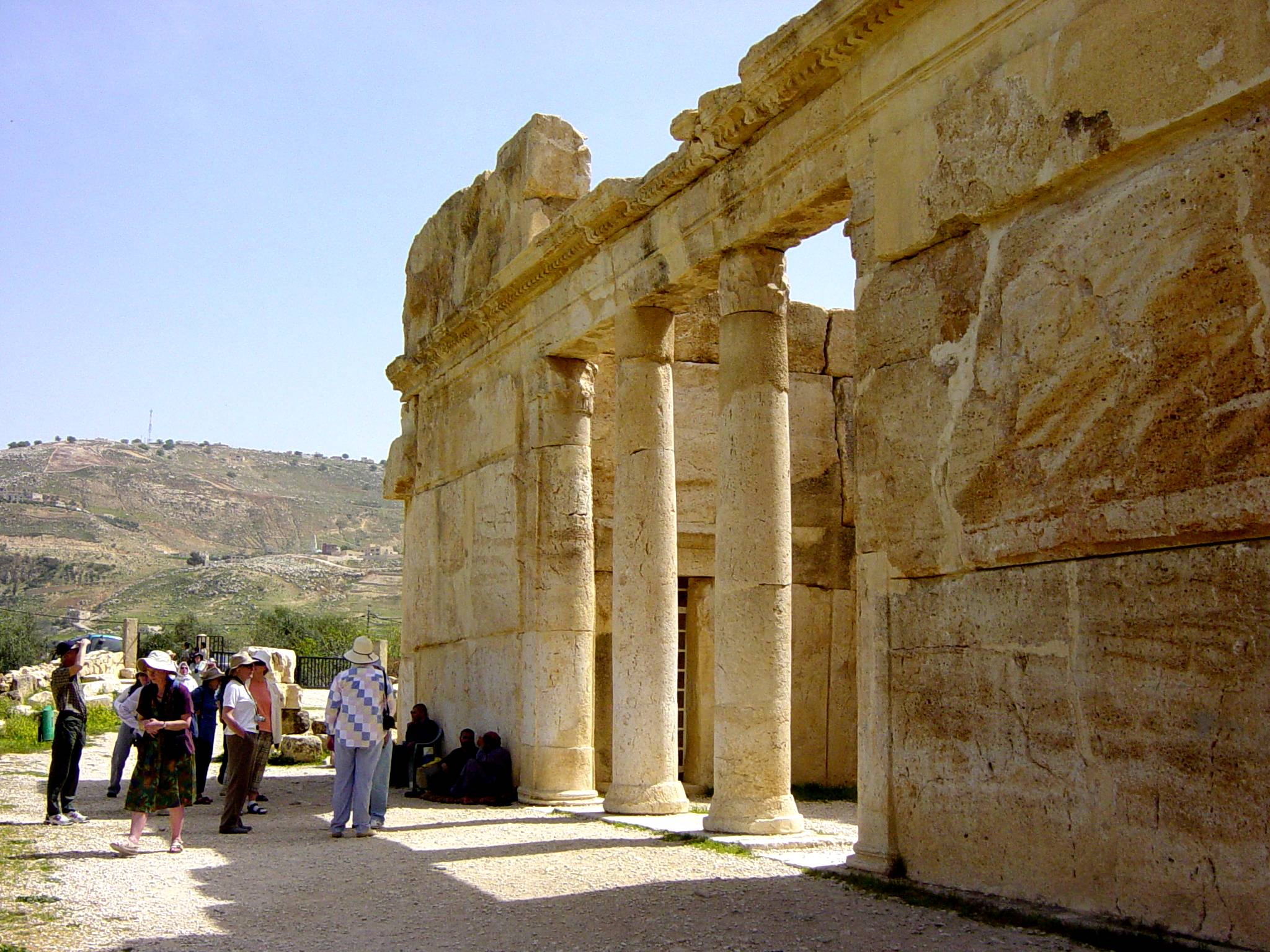